# 确定准许使用未成年人为扒碳工或司炉工的最低年龄公约
确定准许使用未成年人为扒碳工或司炉工的最低年龄公约(英語：Minimum Age (Trimmers and Stokers) Convention)是1921年10月25日第三届国际劳工大会通过的一项公约，又称1921年最低年龄（扒炭工及司炉工）公约，是国际劳工组织第15号公约(C015)。

## 内容
公约第二条规定受雇用或工作于船舶上的扒炭工及司炉工年龄不得低于18岁（未成年人）。

## 例外
公约第三条声明了三种例外不受最低年龄的限制：
1. 经政府机关核准并受其监督的教学船或培训船；
2. 以蒸汽以外的方式航驶的船舶；
3. 体格合适的十六岁以上未成年人，从事在印度和日本沿岸贸易的船舶。

## 废止
2017年第106届国际劳工大会废止了该公约。